# Fenológiai fázis
A fenológiai fázis a növények különböző fejlődési időszakait jelenti. Ezek elkülönülhetnek a csírázás, rügyfakadás, virágzás, szemnövekedés, magképződés, gyümölcsérés, lombhullás időszakaira. A fenológiai fázisok időtartamát a növény által összegyűjtött hőösszeg határozza meg, tehát adott hőösszeg elérését követően újabb fenológiai fázisba lép a növény a fejlődés során.
Kukorica esetén a fenológiai fázisok között találjuk például a viaszérés és a teljes érés időszakát. A napraforgó esetében a citromérés és a növényszáradás fenológiai szakaszt is megkülönböztetjük.

## A növények egyedfejlődése a különböző fenológiai fázisok során

### Bokrosodás

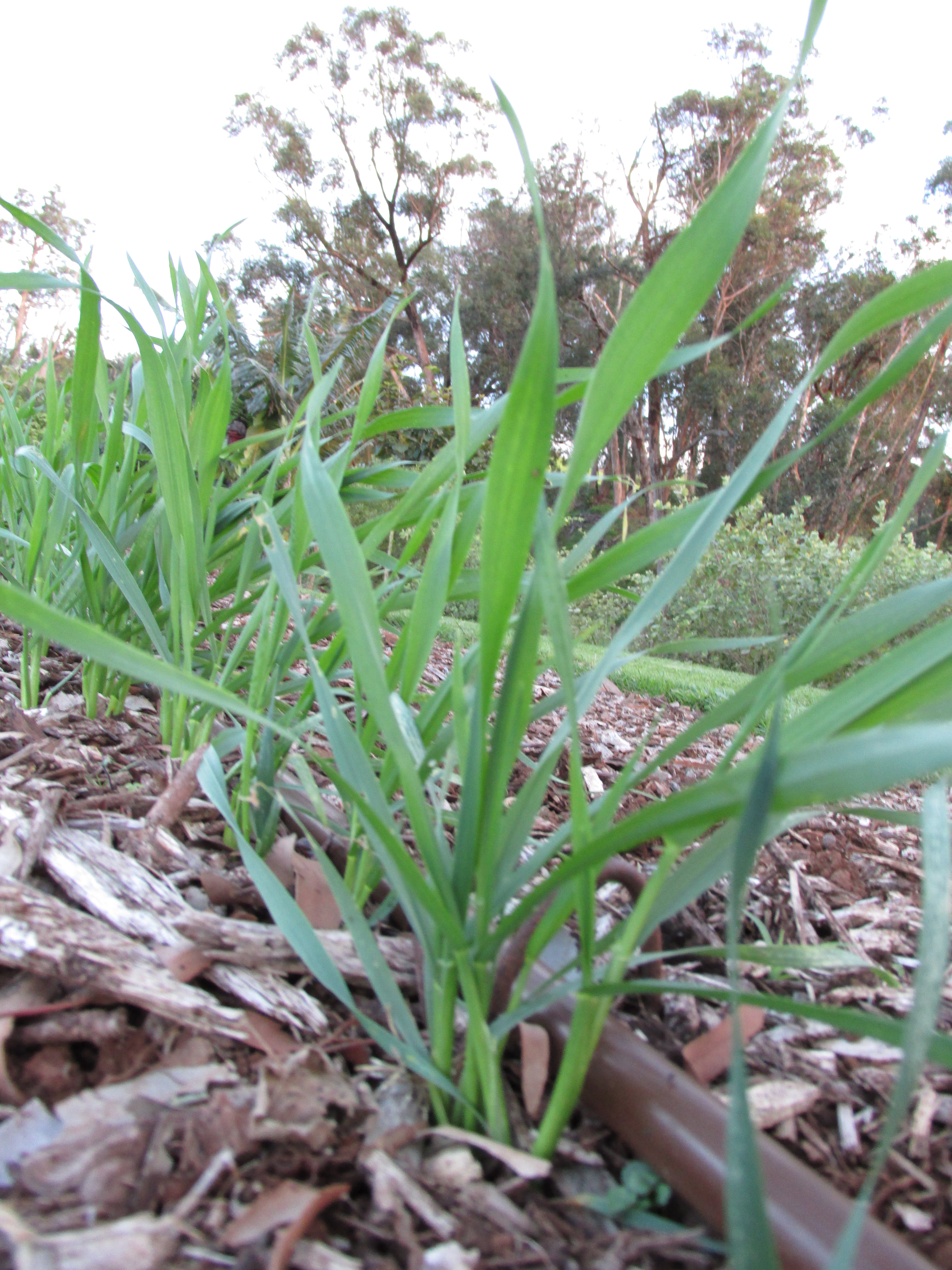
Búzanövények a bokrosodás fázisában

A gabonafélék a bokrosodás időszakában a kezdeti egy-két levélke helyett számos levelet növesztenek, bokrosabbá válnak. 

### Szárbaindulás
A szárbaindulás során a gabonafélék növekedési fázisa a bokrosodás után fokozatosan a szár növekedésére vált át. Ilyenkor a növényeknél megindul a magasságbeli növekedés időszaka.

### Szárnövekedés
A gabonafélék és a repce azon növekedési időszaka, amikor a növény a legintenzívebben magasságban fejlődik és a szára egyre hosszabbá válik.

### Csírázás
Csírázás során a növény termése, a mag megfelelő hőmérsékleti és egyéb körülmények, például nedvesség hatására megduzzad, felszívja a környezet víztartalmának egy részét és megindul a csíraképződés. A csírázás az első gyökerek, illetve levélkezdemények megindulásáig tart. 

### Rügyfakadás
A rügyfakadás elsősorban a fás szárú növényekre jellemző fenológiai folyamat. Kezdete a környezeti hőmérséklet emelkedésével és a nappalok hosszának növekedésével függ össze, mely minden növényfajnál más és más időpontokban valósul meg.

### Virágzás
Az adott növényfaj virágzása a virágbimbók kifejlett állapotának végétől a virágzás végéig tart, melynek végére a megfelelő módon beporzott virágok elindulnak a termések létrehozása felé.

### Szemnövekedés
A növények szemtermésének kialakulásától, azok érési folyamatok miatti anyagcsere leállásáig tart.